# The Mouse and the Lion (film 1913)
The Mouse and the Lion è un cortometraggio muto del 1913 diretto e interpretato da Van Dyke Brooke.

## Produzione
Il film fu prodotto dalla Vitagraph Company of America.

## Distribuzione
Distribuito dalla General Film Company, il film - un cortometraggio in una bobina - uscì nelle sale cinematografiche statunitensi il 17 marzo 1913.